# Union sportive monastirienne (basket-ball)
Maillots
L'Union sportive monastirienne est un club tunisien de basket-ball fondé en 1959. Le club gravit régulièrement les échelons jusqu'au début des années 1990, avec sa montée en division nationale où il s'impose parmi l'élite.
Il collectionne les places d'honneur : troisième du championnat en 1990-1991, quatrième en 1995-1996, avant de remporter son premier titre en 1997-1998 sous la direction d'Adel Tlatli et Saber Hafsi. Il récidive en 1999-2000, en 2004-2005 et les six saisons successives de 2018-2019 à 2023-2024. Il est par ailleurs finaliste de la coupe de Tunisie consécutivement entre 2014 et 2017 et entre 2019 et 2025, ce qui fait de Monastir l'un des fiefs du basket-ball national.
Le club joue ses matchs à domicile dans la salle omnisports Mohamed-Mzali d'une capacité de 4 075 places, inaugurée le 26 avril 2006.

## Historique
En 1998, l'Union sportive monastirienne remporte le premier titre de son histoire, le championnat de Tunisie 1997-1998, contre Ezzahra Sports mais perd la finale de la coupe de Tunisie 1998-1999 (69-72) contre le Club africain. Durant la coupe arabe des clubs champions en 1999, l'USM est éliminée après avoir perdu les trois matchs de sa poule.

### Années 2000
Durant la saison 1999-2000, elle remporte pour la première fois de son histoire le doublé championnat-coupe de Tunisie, battant le Club africain en finale du championnat, et Ezzahra Sports en finale de la coupe (63-61) au Palais des sports d'El Menzah. L'équipe perd la finale de la coupe de Tunisie 2000-2001 contre le Club africain.
En 2005, l'USM remporte pour la troisième fois le championnat de Tunisie, battant le Stade nabeulien (66-51) en finale. En octobre de la même année, l'USM perd la finale de la Super Coupe de Tunisie contre la Jeunesse sportive kairouanaise à la salle de Sousse.
En janvier 2006, l'USM participe au 17e tournoi international de Dubaï et prend le quatrième et dernier place de la Poule B avec trois défaites et sans une victoire. En quarts de finale, l'équipe est éliminée par les Jordaniens du Zain Club (en) (63-74) et remporte le match pour la septième place contre l'équipe nationale des Émirats arabes unis (78-69).

### Années 2010
En 2012, l'USM remporte la coupe de la Fédération en finale en battant Ezzahra Sports à la salle de Kairouan et la Jeunesse sportive kairouanaise en demi-finale.
Le 5 décembre 2012, l'équipe remporte le championnat maghrébin des clubs battant en finale l'Étoile sportive de Radès (58-56). Un joueur du club, Neji Jaziri, est le meilleur arrière du tournoi.
Durant la saison 2012-2013, l'USM prend la sixième place du play-off et ne se qualifie pas pour le super play-off du championnat. En coupe de Tunisie l'équipe est éliminée en quarts de finale contre le Stade nabeulien (78-72) à la salle de Bir Challouf de Nabeul.
Durant la saison 2013-2014, l'Union sportive monastirienne prend la quatrième place du play-off et se qualifie pour le super play-off. En super play-off, l'équipe est éliminée en demi-finale par l'Étoile sportive du Sahel en deux matchs (82-63 à Sousse et 66-73 à Monastir). En coupe de Tunisie, l'équipe est éliminée en demi-finale contre le Club africain (81-74) à la salle Chérif-Bellamine. Un joueur du club, Firas Lahyani, est la meilleure révélation du championnat lors de cette saison.
En décembre 2014, l'Union sportive monastirienne prend la cinquième place de la 29e édition de la coupe d'Afrique des clubs champions remporté le match pour la cinquième place (86-78) contre le Primeiro de Agosto. Un joueur du club, Firas Lahyani, est le meilleur bloqueur avec 1,7 contre et le sixième meilleur rebounder avec 6,8 rebonds en moyenne par match. Marouan Laghnej est le cinquième meilleur passeur avec 3,8 passes décisives et Saif Aissaoui est le neuvième meilleur passeur avec trois passes décisives en moyenne par match.
Durant la saison 2014-2015, l'USM prend la quatrième place du play-off et se qualifie pour le super play-off, l'équipe étant toutefois éliminée en demi-finale par l'Étoile sportive de Radès en trois matchs (83-76/61-53 à Radès et 80-68 à Monastir). En finale de la coupe de Tunisie, elle perd contre le Club africain (79-69) au Palais des sports d'El Menzah.
En novembre 2015, l'USM prend la quatrième place de la coupe arabe des clubs champions après avoir été battue lors du match pour la troisième place par El-Jaish SC (86-95) et, en demi-finale, par l'Étoile sportive du Sahel (66-70).
Durant la saison 2015-2016, elle prend la troisième place du play-off et se qualifie pour le super play-off, l'équipe étant éliminée en demi-finale par le Club africain en deux matchs (59-55 à Tunis et 84-88 à Monastir). En finale de la coupe de Tunisie, l'USM perd contre l'Étoile sportive du Sahel (74-72 a.p.) à la salle omnisports de Radès.
Durant la saison 2016-2017, l'équipe est éliminée en demi-finale du championnat de Tunisie par l'Étoile sportive de Radès en deux matchs (60-85 à Radès et 57-59 à Monastir) ; Lahyani est le meilleur ailier fort et Eskander Bhouri la meilleure révélation du championnat lors de cette saison. En finale de la coupe de Tunisie, l'USM perd contre l'Étoile sportive de Radès (67-71) ; Lahyani est en le meilleur joueur.
En décembre 2017, elle prend la troisième place de la 32e édition de la coupe d'Afrique des clubs champions après avoir perdu en demi finale (69-74) contre l'Étoile sportive de Radès et remporté le match pour la troisième place (77-74) contre le Recreativo do Libolo. Un joueur du club, Evariste Shonganya, choisi pour faire partie de la première équipe du tournoi, est le septième meilleur buteur avec 16,9 points, le meilleur rebondeur avec 10,8 rebounds et le cinquième meilleur bloqueur avec 1,1 contre en moyenne par match ; Kyle Vinales est le deuxième meilleur buteur avec 21,5 points, le deuxième meilleur intercepteur avec 2,3 interceptions et le quatrième meilleur passeur avec 5,3 passes décisives en moyenne par match ; Nizar Knioua est le cinquième meilleur passeur avec 4,8 passes décisives en moyenne par match.
Durant la saison 2017-2018, l'USM perd la finale du championnat de Tunisie contre l'Étoile sportive de Radès en trois matchs (97-67/91-68 à Radès et 72-62 à Monastir). Evariste Shonganya est le meilleur joueur étranger du championnat lors de cette saison. En demi-finale de la coupe de Tunisie, elle perd contre l'Étoile sportive de Radès (75-61 à Radès).
La saison 2018-2019 commence mal pour l'équipe, malgré le renforcement de l'effectif à l'été 2018 avec des joueurs expérimentés comme Radhouane Slimane, Lassaad Chouaya, Haythem Albouchi, Ahmed Trimech, Olalekan Ajayi, Jon Cathey-Macklin et Mahdi Sayeh, avec une élimination après la phase de poules du tournoi Houssem Eddine Hariri au Liban. Elle termine deuxième de la saison régulière (huit victoires pour deux défaites) et rencontre la Jeunesse sportive d'El Menzah en barrage de play-off avec deux victoires (67-57 à Monastir et 57-67 à Tunis). En janvier 2019, l'USM recrute deux joueurs étrangers (Dustin Salisbery et Efe Odigie) pour renforcer l'effectif pour le play-off, où elle termine troisième (six victoires et quatre défaites), avec une victoire à domicile (80-56) face à l'Étoile sportive de Radès, titulaire du doublé depuis deux saisons. En demi-finale, l'Union sportive monastirienne élimine la Jeunesse sportive kairouanaise en quatre matchs (58-62/70-61 à Kairouan et 55-48/76-62 à Monastir), dans un nouveau format de championnat où la demi-finale et la finale se jouent en cinq matchs au lieu de trois. En finale, après un match perdu (75-64), l'équipe parvient à gagner sa deuxième rencontre (78-88) ; le troisième match est serré, même si les coéquipiers de Firas Lahyani parviennent tout de même à en sortir vainqueur (80-77), et le quatrième remporté le 1er mai 2019 (79-73), grâce notamment aux 18 points marqués par Slimane, permet au club de remporter son quatrième titre en quatorze ans. Le joueur du club, Mahdi Sayeh, est le meilleur passeur du championnat avec 9,2 passes décisives en moyenne par match. Le 11 mai, l'USM perd la finale de la coupe de Tunisie contre l'Étoile sportive de Radès (76-68) à la salle omnisports de Radès.
À l'été 2019, l'USM recrute quatre joueurs de l'équipe nationale — Omar Abada, Omar Mouhli, Mohamed Hadidane, Mokhtar Ghayaza — mais aussi le Kenyan Tom Wamukota (meilleur pivot de l'Afro CAN 2019) et Hamza Foudhaili pour renforcer l'équipe pour la saison 2019-2020. En octobre, l'USM recrute deux joueurs américains, Kelvin Matthews et Tywain McKee, pour la 32e édition de la coupe arabe des clubs champions et prend la troisième place de ce tournoi après avoir perdu en demi-finale (79-86) contre l'Ittihad Alexandrie et remporté le match pour la troisième place (77-74) contre l'AS Salé. Le joueur du club Mohamed Hadidane est le meilleur scoreur du tournoi.

### Années 2020
Au terme de la saison 2019-2020, le club remporte le titre avec une seule défaite (28 matchs gagnés sur 29 en coupe et championnat) et bat en finale l'Étoile sportive de Radès en deux matchs (89-69 à Monastir et 77-82 à Radès), terminant la saison avec le doublé après avoir battu la Jeunesse sportive kairouanaise en finale de la coupe de Tunisie (79-66 ; Omar Abada est le meilleur joueur de la finale). Abada remporte le titre de meilleur meneur, Omar Mouhli celui de meilleur arrière, Radhouane Slimane celui de meilleur ailier, Mohamed Hadidane celui de meilleur ailier fort, Mokhtar Ghayaza celui de meilleur pivot, Lassaad Chouaya celui de meilleur joueur défensif et Ater Majok celui de meilleur joueur étranger du championnat lors de cette saison.
Lors de la saison 2020-2021, l'USM remporte le titre avec deux défaites (27 matchs gagnés sur 29 en coupe et championnat) et bat en finale Ezzahra Sports en deux matchs (86-79 à Monastir et 75-77 à Ezzahra), terminant la saison avec le doublé après avoir battu le Club africain en finale de la coupe de Tunisie (104-61 ; Omar Abada est le meilleur buteur de la finale avec 40 points) à la salle Bjaoui de Sfax ; Abada remporte le titre de meilleur meneur de la finale de la coupe de Tunisie, Radhouane Slimane celui de meilleur ailier, Makrem Ben Romdhane celui de meilleur ailier fort et Firas Lahyani celui de meilleur pivot.
En mai 2021, le club dispute la saison inaugurale de la Ligue africaine de basket-ball et recrute Mourad El Mabrouk et l'Américain Chris Crawford pour ce tournoi. En phase de poule, l'équipe prend la première place de la Poule A, avec trois matchs remportés sans défaite, puis elle bat le GNBC (113-66 avec Ben Romdhane en meilleur joueur du match), le Rivers Hoopers (99-70 avec Slimane en meilleur joueur du match) et le Patriots (91-75 avec Wael Arakji en meilleur joueur du match). En quarts des finale, l'USM bat l'AS Douanes (86-62 avec Ben Romdhane en meilleur joueur du match) et le Patriots en demi-finale (87-46 avec Majok en meilleur joueur du match) mais perd la finale contre le Zamalek (63-76). Majok est le quatrième meilleur bloqueur avec 2,0 contres en moyenne par match et Ghayaza le quatrième meilleur intercepteur avec 2,0 interceptions en moyenne par match ; Ben Romdhane et Arakji sont choisis pour faire partie de la première équipe et Chris Crawford pour la deuxième équipe du tournoi ; Ben Romdhane remporte quant à lui le trophée de l'esprit sportif (fair-play).
Le 2 novembre 2021, l'USM recrute un ancien joueur de la NBA, Ty Lawson. Il quitte l'équipe le 7 février 2022, après avoir joué quatorze matchs en championnat tunisien.
Durant la Ligue africaine de basket-ball 2022, l'USM prend la deuxième place de la conférence du Sahara avec quatre matchs remportés et une défaite. Elle bat le Ferroviário da Beira (77-71 avec Majok en meilleur joueur du match), le Seydou Legacy Athlétique Club (76-55 avec Lahyani en meilleur joueur du match), l'Association sportive de Salé (96-90 avec Slimane en meilleur joueur du match), le Dakar Université Club (74-62 avec Majok en meilleur joueur du match) et perd contre le Rwanda Energy Group (74-77). Le club recrute quatre joueurs étrangers pour la première phase de ce tournoi : Michael Dixon, Souleymane Diabate, Ater Majok (pour la deuxième fois) et le Camerounais Charles Loic Onana Awana issu de la NBA Africa Academy et l'Américain Julius Coles pour la deuxième phase (à la place de Mohamed Adam Rassil). Lors de la deuxième phase, l'USM remporte le titre après avoir battu les Cape Town Tigers en quarts de finale (106-67 avec Dixon en meilleur joueur du match), le Zamalek en demi-finale (88-81  avec Slimane en meilleur joueur du match) et l'Atlético Petróleos de Luanda en finale (83-72) ; Dixon est le joueur avec le meilleur pourcentage de panier à trois points (47,4 %) et le meilleur joueur du tournoi, Slimane et Majok sont choisis pour faire partie de la première équipe du tournoi alors que Majok, qui remporte le trophée du meilleur joueur défensif, est choisi pour faire partie de la première équipe défensive du tournoi.
Au terme de la saison 2021-2022, l'USM remporte le doublé national pour la quatrième fois et le triplé (championnat, coupe et Ligue africaine) pour la première fois de son histoire. En finale du championnat, l'équipe bat Ezzahra Sports en quatre matchs (75-71/71-67 à Monastir et 74-72/63-79 à Ezzahra) et, en finale de la coupe de Tunisie, bat le Club africain (96-84) à la salle omnisports de Radès ; Radhouane Slimane est le meilleur joueur de la finale.
Entre les 10 et 12 février 2023, l'USM participe à la coupe intercontinentale à Tenerife et termine à la quatrième place ; l'équipe perd la demi-finale contre le Club Baloncesto Canarias (112-42) et le match pour la troisième place contre le Vipers de Rio Grande Valley (84-107). Le club recrute le joueur de l'équipe nationale tunisienne Michael Roll pour ce tournoi.
Durant la Ligue africaine de basket-ball 2023, l'USM est éliminée après la phase de poule de la conférence du Sahara, avec trois matchs remportés et deux défaites. Elle bat le Stade malien (68-78), le Kwara Falcons (85-75), le Rwanda Energy Group (84-79) et perd contre l'Abidjan Basket Club (74-90) et l'Association sportive des Douanes (Dakar) (60-76).
Lors de la saison 2022-2023, l'USM remporte le doublé national pour la cinquième fois de son histoire. En finale du championnat, l'équipe bat le Club africain en quatre matchs (92-89ap/78-72 à Monastir et 72-68/76-79ap à Tunis ; Oussama Marnaoui est le meilleur joueur de la finale) et, en finale de la coupe de Tunisie, bat le Club africain (60-51) à la salle omnisports de Radès. Marnaoui remporte le titre de meilleur arrière, Lassaad Chouaya celui de meilleur ailier et Radhouane Slimane celui de meilleur ailier fort et joueur du championnat. Durant la coupe de la Fédération 2023, l'USM est éliminée après la phase de poule.
Lors de la Ligue africaine 2024, l'équipe est éliminée en quarts de finale par le Rivers Hoopers (88-92). Chris Crawford est le meilleur passeur avec neuf passes décisives en moyenne par match et choisi pour faire partie de la première équipe du tournoi ; Majok est choisi pour la deuxième équipe défensive. Le 10 mars 2024, l'USM perd la finale de la Super Coupe de Tunisie 2023 contre le Club africain (48-68) à la salle omnisports de Radès. Au terme du championnat 2023-2024, l'USM remporte le titre en cinq matchs (83-72/76-65/78-58 à Monastir et 81-58/69-59 à Tunis) contre le Club africain ; Achref Gannouni est le meilleur arrière, Oussama Marnaoui le meilleur ailier et Firas Lahyani le meilleur ailier fort du championnat. En coupe de Tunisie, l'équipe perd la finale contre le même club (55-87) à la salle omnisports de Radès.
Le 21 décembre 2024, l'Union sportive monastirienne remporte pour la première fois de son histoire la Super Coupe de Tunisie en battant en finale le Club africain (64-60) à la salle omnisports de Radès ; Mourad El Mabrouk est le meilleur arrière, Radhouane Slimane est le meilleur ailier fort alors que Mokhtar Ghayaza est le meilleur pivot.
Lors de la saison 2024-2025, l'Union sportive monastirienne s'incline en finale du championnat face au Club africain en quatre matchs (73-77 et 73-60 à Monastir, puis 70-53 et 77-75 à Tunis). Toutefois, elle prend sa revanche en remportant la coupe de Tunisie face au même club, sur le score de 75 à 68. Lors de la Ligue africaine 2025, l'équipe est éliminée en quarts de finale par l'Atlético Petróleos de Luanda (84-95).

## Palmarès
| National | International |
| --- | --- |
| - Championnat de Tunisie masculin de basket-ball (9) : - Vainqueur : 1998, 2000, 2005, 2019, 2020, 2021, 2022, 2023, 2024 - Finaliste : 2018, 2025 - Coupe de Tunisie masculine de basket-ball (6) : - Vainqueur : 2000, 2020, 2021, 2022, 2023, 2025 - Finaliste : 1992, 1998, 1999, 2001, 2005, 2015, 2016, 2017, 2019, 2024 - Super Coupe de Tunisie de basket-ball (1) : - Vainqueur : 2024 - Finaliste : 2005, 2023 - Coupe de la Fédération (1) : - Vainqueur : 2012 | - Ligue africaine de basket-ball (1) : - Vainqueur : 2022 - Finaliste : 2021 - Coupe d'Afrique des clubs champions de basket-ball (0) : - Troisième : 2017 - Coupe arabe des clubs champions de basket-ball (0) : - Troisième : 2019 - Championnat maghrébin des clubs masculin de basket-ball (1) : - Vainqueur : 2012 |

## Effectif

### Anciens joueurs
- Omar Abada
- Mohamed Abbassi
- Maher Achour
- Ridha Ajmi
- Majdi Anan
- Wael Arakji
- Salem Araoud
- Mahdi Baccouche
- Rabii Bdira
- Issam Ben Douisa
- Montassar Ben Ouanes
- Karim Ben Rajeb
- Makrem Ben Romdhane
- Chokri Ben Yedder
- Eskander Bhouri
- Amrou Bouallegue
- Karim Bouslama
- Mezri Bouslama
- Walid Bouslama
- Amor Bouzgarrou
- Badis Bouzgarrou
- Josh Brown
- Ziyed Chennoufi
- Lassaad Chouaya
- Julius Coles
- Chris Crawford
- Randy Culpepper
- Michael Dixon
- Sadio Doucouré
- Osiris Eldridge
- Mourad El Mabrouk
- Slah Ferchichi
- Abdesslam Gaddour
- Hatem Gaddour
- Mohamed Gaddour
- Sahbi Gaddour
- Bechir Hadidane
- Mohamed Hadidane
- Hédi El Harrabi
- Hatem Harzallah
- Naoufel Hmida
- Jad Jaouadi
- Neji Jaziri
- Mohamed Jouero
- James Justice
- Imed Kallala
- Radhouane Kallel
- Maher Khenfir
- Nizar Knioua
- Firas Lahyani
- Doron Lamb
- Ty Lawson
- Ater Majok
- Nemanja Marin
- Danilo Mitrovic
- Adel Mokrani
- Omar Mouhli
- Wassim Mzali
- Efe Odigie
- Habib El Ouaer
- Mohamed Adam Rassil
- Michael Roll
- Hosni Saïd
- Dustin Salisbery
- Babacar Sané
- Mahdi Sayeh
- Evariste Shonganya
- Radhouane Slimane
- Hammadi Sriha
- Foued Stiti
- Ivan Todorović
- Abderrahmen Trabelsi
- Faouzi Trabelsi
- Ahmed Trimech
- Kyle Vinales
- Makram Zamni
- Nizar Zanned
- Mehdi Zaouali
- Mohamed El Hédi Zouheir
- Walid Zrida

## Entraîneurs
- Costel Cernat (2009)
- Adel Tlatli
- Walid Gharbi
- Safouane Ferjani
- Monoom Aoun (2015-2016)
- George Ketselidis (2016-2017)
- Željko Zečević (2017-2018)
- Ridha Labidi
- Saïd Bouzidi (2018-2019)
- Miodrag Perišić (en) (2019-2020)
- Walid Zrida (2019-2020)
- Safouane Ferjani (2020-2021)
- Anton Vujanic (2021)
- Walid Zrida (2021-2022)
- Miodrag Perišić (en) (2021-2022)
- Marouan Kechrid (2022)
- Pantelis Gavriel (2022-2023)
- Miodrag Perišić (en) (2023)[32]
- Walid Zrida (2023)[33]
- Miloš Gligorijević (2023)[34]
- Adel Tlatli (2023-2024)[35]
- Mohamed Kerdani (2024)
- Vasco Curado (2024)
- Anton Vujanic (2024)
- Racem Marzouki (2024-2025)